# Giuseppe Bonno
Giuseppe Giovanni Battista Bonno (né le 29 janvier 1711 à Vienne - mort le 15 avril 1788 dans la même ville) est un compositeur autrichien.

## Biographie
Bonno a étudié la musique à Naples avec Francesco Durante et Leonardo Leo. Il est rentré ensuite à Vienne, devenant compositeur de cour et travaillant comme Kapellmeister pour le prince de Saxe-Hildburghausen dans les années 1750 et 1760.
Il accède au poste prestigieux de Maître de chapelle de la cour impériale d'Autriche en 1774, et ce jusqu'à sa mort en 1788.

## Œuvres
Les œuvres de Bonno sont rarement jouées de nos jours. Il fut pourtant un personnage important de la vie musicale de Vienne et ses œuvres étaient alors souvent jouées. La plupart sont des œuvres vocales : des oratorios, des messes et d'autres œuvres sacrées ainsi que des pièces scéniques (dont quelques collaborations avec Pietro Metastasio).
Bonno était l'oncle de Cristiano Giuseppe Lidarti (1730 - vers 1794)